# Tuffi ai Giochi della XIX Olimpiade - Trampolino 3 metri maschile
La competizione dei tuffi dal trampolino 3 metri maschile è stata una delle quattro gare di tuffi inclusa nel programma dei Giochi della XIX Olimpiade disputati a Città del Messico nel 1968.

## Formato
La competizione è stata divisa in due fasi:
1. Preliminare (19-20 ottobre)
I tuffatori hanno eseguito cinque tuffi obbligatori con limiti di difficoltà e due tuffi liberi senza limiti di difficoltà. I migliori dodici atleti hanno avuto accesso alla fase di finale.
2. Finale (20 ottobre)
I tuffatori hanno eseguito tre tuffi liberi senza limiti di difficoltà.

La classifica finale è stata determinata dalla somma dei punteggi del turno preliminare e della finale.

## Risultati

### Preliminare
| Pos. | Atleta              | Nazione          | Tuffi    | Tuffi    | Tuffi    | Tuffi    | Tuffi    | Tuffi    | Tuffi    | Totale   |
| Pos. | Atleta              | Nazione          | 1º       | 2º       | 3º       | 4º       | 5º       | 6º       | 7º       | Totale   |
| ---- | ------------------- | ---------------- | -------- | -------- | -------- | -------- | -------- | -------- | -------- | -------- |
| 1    | Jim Henry           | Stati Uniti      | 12,16    | 12,58    | 14,82    | 10,72    | 13,87    | 20,80    | 20,52    | 105,47   |
| 2    | Klaus Dibiasi       | Italia           | 12,32    | 13,60    | 15,39    | 10,40    | 15,20    | 18,27    | 19,50    | 104,68   |
| 3    | Bernard Wrightson   | Stati Uniti      | 12,00    | 13,09    | 15,96    | 13,12    | 15,96    | 17,16    | 15,66    | 102,95   |
| 4    | Keith Russell       | Stati Uniti      | 12,32    | 12,41    | 9,88     | 12,32    | 14,44    | 18,72    | 20,52    | 100,61   |
| 5    | Tord Anderson       | Svezia           | 11,84    | 12,24    | 14,63    | 12,32    | 14,25    | 17,02    | 17,28    | 99,58    |
| 6    | Luis Nino De Rivera | Messico          | 11,68    | 12,24    | 12,92    | 12,48    | 14,44    | 16,33    | 19,04    | 99,13    |
| 7    | Donald Wagstaff     | Australia        | 10,88    | 11,73    | 13,68    | 12,00    | 13,11    | 17,01    | 19,43    | 97,84    |
| 8    | Pentti Koskinen     | Finlandia        | 11,52    | 12,24    | 14,44    | 10,88    | 13,11    | 18,20    | 15,60    | 95,99    |
| 9    | Franco Cagnotto     | Italia           | 12,00    | 11,22    | 15,01    | 10,08    | 12,73    | 19,76    | 15,12    | 95,92    |
| 10   | Vladimir Vasin      | Unione Sovietica | 11,52    | 11,90    | 13,68    | 11,52    | 13,49    | 17,42    | 16,20    | 95,73    |
| 11   | Ulrich Reff         | Germania Ovest   | 11,52    | 12,41    | 13,11    | 11,52    | 12,54    | 17,16    | 17,16    | 95,42    |
| 12   | Mikhail Safonov     | Unione Sovietica | 11,36    | 12,58    | 8,93     | 10,24    | 13,11    | 18,46    | 18,09    | 92,77    |
| 13   | José Robinson       | Messico          | 9,60     | 11,90    | 14,06    | 8,80     | 9,12     | 18,09    | 19,88    | 91,45    |
| 14   | Jorge Telch         | Messico          | 10,08    | 12,07    | 13,30    | 10,40    | 13,11    | 17,68    | 14,04    | 90,68    |
| 15   | Jakub Puchow        | Polonia          | 10,40    | 11,05    | 11,78    | 10,88    | 12,54    | 15,36    | 16,64    | 88,65    |
| 16   | Norbert Huda        | Germania Ovest   | 9,28     | 10,20    | 9,69     | 9,44     | 12,73    | 18,46    | 18,63    | 88,43    |
| 17   | Italo Salice        | Italia           | 10,72    | 11,05    | 13,87    | 9,60     | 12,54    | 16,56    | 13,52    | 87,86    |
| 18   | Junji Yuasa         | Giappone         | 11,04    | 10,54    | 13,49    | 11,20    | 11,97    | 13,16    | 15,40    | 86,80    |
| 19   | Frank Carter        | Gran Bretagna    | 10,88    | 10,88    | 11,21    | 9,76     | 11,78    | 14,49    | 16,90    | 85,90    |
| 20   | Boris Polulyakh     | Unione Sovietica | 10,40    | 11,56    | 13,49    | 11,52    | 11,59    | 14,28    | 11,48    | 84,32    |
| 21   | Jerzy Kowalewski    | Polonia          | 9,92     | 11,22    | 11,97    | 10,40    | 10,26    | 11,70    | 14,50    | 79,97    |
| 22   | Song Jae-Ung        | Corea del Sud    | 5,76     | 12,07    | 11,97    | 8,32     | 11,97    | 15,08    | 14,49    | 79,66    |
| 23   | Alberto Moreno      | Cuba             | 9,76     | 11,05    | 11,97    | 9,28     | 7,79     | 15,34    | 11,61    | 76,80    |
| 24   | Salim Barjum        | Colombia         | 10,56    | 10,20    | 11,78    | 10,24    | 12,16    | 12,15    | 9,10     | 76,19    |
| 25   | Kenneth Sully       | Canada           | 10,24    | 9,35     | 9,88     | 10,72    | 10,83    | 11,18    | 12,42    | 74,62    |
| 26   | José Ponce          | Cuba             | 10,72    | 11,05    | 7,98     | 11,04    | 11,21    | 11,44    | 9,28     | 72,72    |
| 27   | Jerry Anderson      | Porto Rico       | 9,60     | 10,73    | 6,46     | 7,48     | 10,64    | 7,02     | 16,90    | 68,83    |
| 28   | Héctor Bas          | Porto Rico       | 6,56     | 9,86     | 10,64    | 10,08    | 12,16    | 8,37     | 4,76     | 62,43    |
| -    | Salvador Pérez      | Rep. Dominicana  | Ritirato | Ritirato | Ritirato | Ritirato | Ritirato | Ritirato | Ritirato | Ritirato |
| -    | Hakon Loken         | Norvegia         | Ritirato | Ritirato | Ritirato | Ritirato | Ritirato | Ritirato | Ritirato | Ritirato |

### Finale
| Pos.    | Atleta              | Nazione          | Prelim. | Tuffi | Tuffi | Tuffi | Totale |
| Pos.    | Atleta              | 1º               | Prelim. | 2º    | 3º    |       | Totale |
| ------- | ------------------- | ---------------- | ------- | ----- | ----- | ----- | ------ |
| Oro     | Bernard Wrightson   | Stati Uniti      | 102,95  | 22,96 | 21,28 | 22,96 | 170,15 |
| Argento | Klaus Dibiasi       | Italia           | 104,68  | 17,82 | 17,36 | 19,88 | 159,74 |
| Bronzo  | Jim Henry           | Stati Uniti      | 105,47  | 15,12 | 21,84 | 15,66 | 158,09 |
| 4       | Luis Nino De Rivera | Messico          | 99,13   | 18,48 | 17,94 | 20,16 | 155,71 |
| 5       | Franco Cagnotto     | Italia           | 95,92   | 18,90 | 18,76 | 22,12 | 155,70 |
| 6       | Keith Russell       | Stati Uniti      | 100,61  | 15,68 | 14,00 | 21,46 | 151,75 |
| 7       | Tord Anderson       | Svezia           | 99,58   | 19,04 | 16,24 | 16,64 | 151,50 |
| 8       | Donald Wagstaff     | Australia        | 97,84   | 19,24 | 17,42 | 15,68 | 150,18 |
| 9       | Mikhail Safonov     | Unione Sovietica | 92,77   | 12,04 | 17,36 | 18,85 | 141,02 |
| 10      | Ulrich Reff         | Germania Ovest   | 95,42   | 12,04 | 16,52 | 16,10 | 140,08 |
| 11      | Vladimir Vasin      | Unione Sovietica | 95,73   | 14,56 | 11,48 | 17,82 | 139,59 |
| 12      | Pentti Koskinen     | Finlandia        | 95,99   | 16,33 | 16,52 | 8,96  | 137,80 |